# Ismaília (província)
Ismaília (em árabe: محافظة الإسماعيلية; romaniz.: Muhāfazat al-Ismāʿīliyya) é uma província (moafaza) do Egito sediada em Ismaília. Possui 5 067 quilômetros quadrados e segundo censo de 2018, havia 1 338 217 habitantes.